# Qá'im
Qa'im (arabiska: arabiska: القائم, al-Qāʾim; Den som reser sig) används för Gud i Koranen liksom i bábí/bahá'í-skrifterna. Dess betydelse indikerar en religiös personlighet eller ett religiöst väsen som kommer att "uppstå" från den islamiske profeten Muhammeds familj. För shiamuslimer är Qa'im identisk med Mahdi och tron på den återvändande tolfte shiaimamen Muhammad al-Mahdi al-Muntazar.
Flera personer har påstått sig vara Qa'im och Mahdi, bland andra Báb, som betraktas som en av bahá'í-trons grundare.
I Nya testamentet kan vi läsa om Jesus återuppväckande av Jairus unga dotter. På arameiska sade Jesus "alitha cumi" som betyder "lilla flicka stig upp!" (Mark. 5:41). "Cumi" eller "qumi" är alltså ett arameiskt ord som är besläktat med Qa'im. Ordet i arameiska feminin imperativ form – qumi  ("uppstår") – och det arabiska/persiska (aktiv particip) – Qa'im – och maskulina substantivet qayyum kan härledas från samma semitiska rot (Q-W-M).  
Enligt en hadith från den sjätte shiaimamen Jafar al-Sadiq har staden Qom fått sitt namn eftersom folket i staden kommer att samlas med Muhammeds familjs Qaim (den som reser sig; imam Mahdi) och resa sig (yaqumun) med honom.
I den hebreiska bibeln är Q-W-M en hänvisning till Gud (eller en manifestation av Gud), i egenskap av den som nedsteg i ett moln och stod inför Mose på berget Sinai (se Mos 34:5). 